# Darmstädter Elektronischer Rechenautomat
Der Darmstädter Elektronische Rechenautomat (DERA) war ein ab 1951 erbauter experimenteller raumgroßer Elektronenrechner mit Radioröhren. Er wurde am Institut für Praktische Mathematik der TH Darmstadt unter der Leitung von Alwin Walther und maßgeblicher Beteiligung von Hans Joachim Dreyer erbaut. Der Computer war hinter den Wänden mit den dort waagerecht angeordneten Radioröhren für Reparaturzwecke begehbar (siehe Bild in).

## Technische Daten
- Baubeginn 1950/51, Einsatzbeginn 1957, Fertigstellung 1959 (keine Serienreife, da von Transistortechnik überholt).
- Programmiersprachen: neben Maschinencode auch ALGOL.
- E/A-Gerät: Fernschreiber (Lochstreifenleser).
- Wortmaschine mit Stibitz-Code (auch Exzess-3-Code), 20 bit (13 Dezimalstellen + Vorzeichen)
- Befehlslänge 7 Stellen
- Magnettrommelspeicher mit 3000 Worten
- Ferritkern-Register (20 ms Zugriffszeit)
- Taktfrequenz 200 kHz (Addition 0,8 ms; Multiplikation 12 – 16 ms)
- Bauelemente: 1.400 Röhren, 8.000 Dioden, 90 Relais[3]